# 俄羅斯駐美國大使官邸
俄羅斯駐美國大使官邸是俄國駐美大使的居所，歷史上被稱為喬治·普爾曼夫人之家，位於華盛頓特區西北第16街1125號，位於市中心附近。直到1994年，這座建築一直是俄羅斯大使館（和蘇聯大使館）的一部分。

## 歷史
Beaux-Arts大廈建於1910年，由建築師Nathan C. Wyeth和Francis P. Sullivan設計，被指定為1978年列入國家史蹟名錄的第十六街歷史街區的貢獻財產。此外該建築被列入哥倫比亞特區歷史遺址名錄。
前居住者包括伊利諾州州長Frank O. Lowden、Natalie Hammond（採礦工程師暨外交官John Hays Hammond 的配偶）以及自1913年以來的俄羅斯駐美國大使。

## 事件
從1970年開始，在那裡舉行了一場關於從蘇聯移民的猶太人守夜活動。
1967年，美國海軍通信專家約翰·安東尼·沃克 (John Anthony Walker) 走進大使館。1980年，美國國家安全局通訊分析師羅納德·佩爾頓走進蘇聯大使館。
1989年在開放政策（glasnost）期間，軍事小說家湯姆·克蘭西等人被邀請參加那裡的招待會。
1991年，立陶宛裔美国人在寓所外组织了一場抗議活動。

## 外部連結
- （英語和俄語） Embassy of Russia in Washington, D.C. （页面存档备份，存于）